# لوک مک‌آلیستر

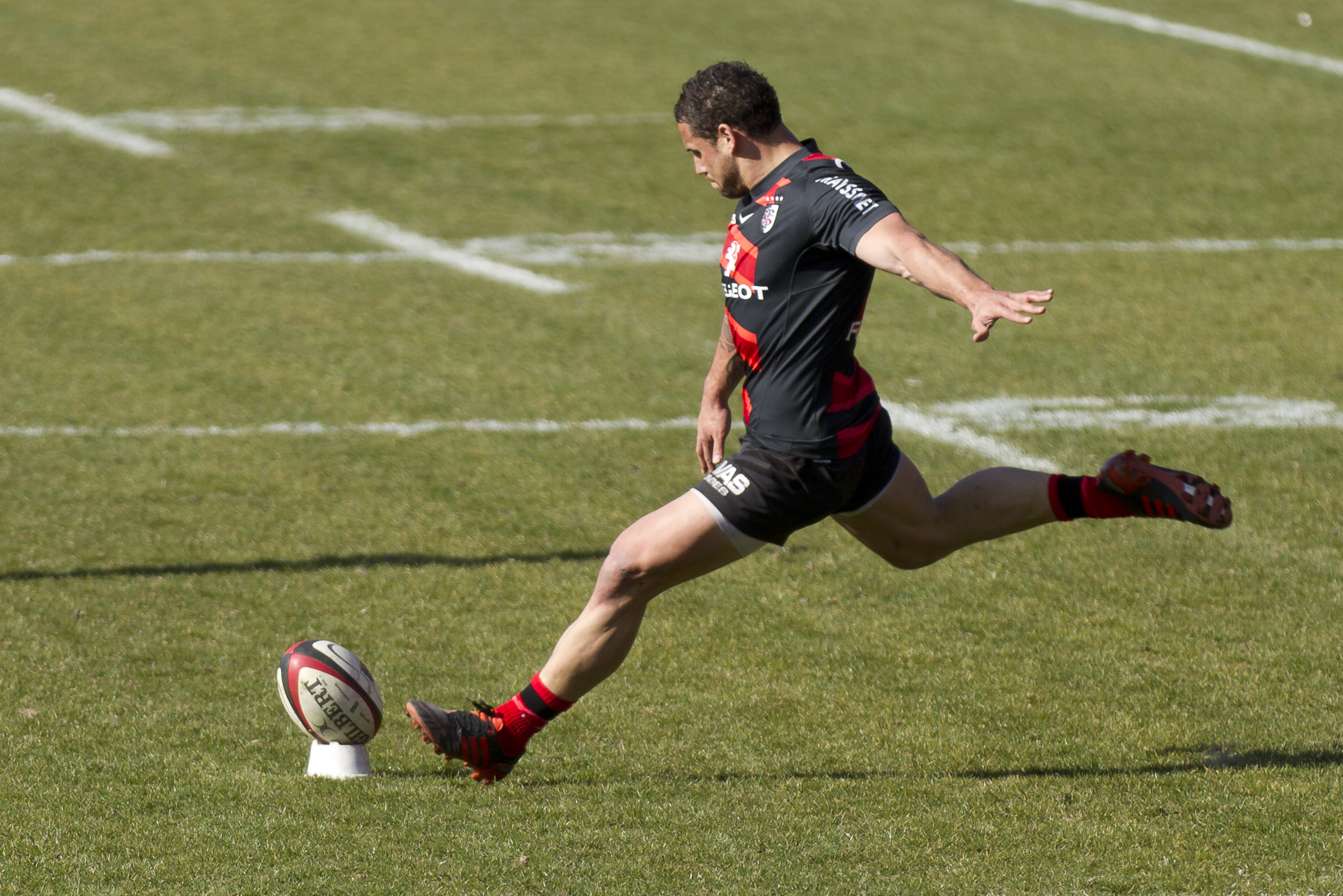
در حال شوت در بازی تیم‌های کستر المپیک با استد تولوزین در ورزشگاه استید ارنست والون

لوک مک‌آلیستر (زاده ۲۸ اوت ۱۹۸۳) بازیکن راگبی ۱۵ نفره اهل نیوزلند است. او از اوت ۲۰۱۱ به عنوان مدافع برای تیم استد تولوزین بازی می‌کند.